# Garcinia benthamii
Garcinia benthamii är en tvåhjärtbladig växtart som beskrevs av Jean Baptiste Louis Pierre. Garcinia benthamii ingår i släktet Garcinia och familjen Clusiaceae. Inga underarter finns listade i Catalogue of Life.